# 5393 Goldstein
5393 Goldstein eller 1986 ET är en asteroid i huvudbältet som upptäcktes den 5 mars 1986 av den amerikanske astronomen Edward L.G. Bowell vid Anderson Mesa Station. Den är uppkallad efter astronomen Richard M. Goldstein.
Den tillhör asteroidgruppen Flora.